# XBIZ Awards
Gli XBIZ Awards sono premi cinematografici presentati e sponsorizzati dalla rivista XBIZ per premiare vari aspetti nell'industria dell'intrattenimento per adulti. Vengono assegnati annualmente per celebrare "individui, artisti, aziende e prodotti che svolgono un ruolo essenziale nella crescita e nel successo dei film per adulti". Gli XBIZ Awards comprendono più di 150 categorie, alcune delle quali analoghe a quelle dell'industria cinematografica.
La rivista fece la prima cerimonia degli XBIZ Awards nel 2003. Negli anni seguenti i premi assunsero sempre maggior prestigio fino a diventare tra i più importanti del settore. La cerimonia di premiazione avviene ogni anno a gennaio, a Los Angeles.
Per l'edizione 2025 il trofeo ha subito un rebranding, cambiando il nome in XMAs.

## Categorie

### Performer
- Female Performer of the Year
- Male Performer of the Year
- Girl/Girl Performer of the Year
- Female Foreign Performer of the Year
- Male Foreign Performer of the Year
- MILF Performer of the Year
- Gay Performer of the Year
- Trans Performer of the Year
- Best New Starlet

- New Male Performer of the Year
- Best New Performer
- Best Acting — Lead
- Best Acting — Supporting
- Best Actress - Feature Movie
- Best Actor - Feature Movie
- Best Actress - Parody Release
- Best Actor - Parody Release
- Best Actress - Couples - Themed Release

- Best Actor - Couples - Themed Release
- Best Actress - All - Girl Release
- Best Non - Sex Performance
- Best Actress - Comedy Release
- Best Actor - Comedy Release
- Best Actress - Taboo Release
- Best Actor - Taboo Release
- Crossover Star of the Year

### Director
- Director of the Year
- Director of the Year — Gay
- Director of the Year — Trans

- Foreign Director of the Year
- Director of the Year - Feature Release

- Director of the Year - Non - Feature Release
- Director of the Year - Parody Release

### Sex Scene
- Best Sex Scene — All-Girl
- Best Sex Scene - All - Sex Release
- Best Sex Scene - Comedy Release
- Best Sex Scene - Couples - Themed Release
- Best Sex Scene — Erotic -Themed

- Best Sex Scene — Feature Movie
- Best Sex Scene - Non - Feature Release
- Best Sex Scene — Gay
- Best Sex Scene — Gonzo
- Best Sex Scene - Taboo Release

- Best Sex Scene - Parody Release
- Best Sex Scene - Performer Showcase
- Best Sex Scene — Trans
- Best Sex Scene — Vignette
- Best Sex Scene — Virtual Reality

### Movie
- All-Black
- All-Girl
- All-Sex
- Amateur
- Asian
- BDSM
- Comedy
- Couples

- Erotic
- European/Foreign
- Feature Movie of the Year
- Fetish
- Gonzo
- Interracial
- Latin
- Parody

- Performer Showcase
- Pro-Am
- Speciality
- Taboo
- Transexual
- Vignette

### Series
- All-Black
- All-Girl
- All-Sex

- Asian
- Couples Themed Line
- Gonzo

- Interracial
- Latin
- Vignette

### Technical
- Best Art Direction
- Best Cinematography

- Best Editing
- Best Music

- Best Special Effects
- Screenplay of the Year

### Web & Technology
- Affiliate Network of the Year
- Paysite Affiliate Program of the Year
- Specialty Affiliate Program of the Year
- Cam Affiliate Program of the Year
- Cam Company of the Year
- Clip Company of the Year
- Dating Partners
- Payment Services Company of the Year — IPSP
- Payment Services Company of the Year — Merchant Services
- Payment Services Company of the Year — Alternative
- VOD Company of the Year
- Traffic Services Company of the Year
- Web Services Company of the Year
- Cam Studio of the Year
- Cam Model of the Year
- Clip Artist of the Year
- Premium Social Media Star of the Year
- Cam Site of the Year - Premium
- Cam Site of the Year - Freemium
- Gay Cam Site of the Year
- Clip Site of the Year
- Premium Social Media Site of the Year
- Paysite of the Year
- VOD Site of the Year
- Erotic Site of the Year
- Nude Photography Site of the Year
- All-Girl Site of the Year
- Gay Site of the Year
- Trans Site of the Year
- Virtual Reality Site of the Year

### Pleasure Products
- Pleasure Products Company of the Year - Full Range
- Luxury Pleasure Product/Line of the Year
- Luxury Brand of the Year
- Sex Toy of the Year - Powered (Vibrating)
- Sex Toy of the Year - Powered (Non-Vibrating)
- Sex Toy of the Year - Non-Powered
- Couples Toy of the Year
- Innovative Sex Toy of the Year
- Pleasure Product of the Year - Gay
- LGBTQ+ Pleasure Product Brand of the Year
- Fetish Line of the Year
- BDSM Pleasure Products Company of the Year
- Adult Game of the Year
- Excellence in Product Packaging
- Lingerie Company of the Year
- Sexual Health & Wellness Brand of the Year
- Sex Enhancement Product of the Year
- Sex Lubricant of the Year
- Sex Lubricant Company of the Year
- Sensual Bath & Body Product of the Year
- Condom Manufacturer of the Year
- International Pleasure Products Company of the Year
- Progressive Pleasure Products Company of the Year
- Boutique Pleasure Products Company of the Year
- New Pleasure Products Company of the Year
- Sexpert of the Year

### Retail & Distribution
- Retailer of the Year - Chain
- Retailer of the Year - Boutique
- Online Retailer of the Year - Full Range
- Online Retailer of the Year - Pleasure Products
- Retail Education/Training Program of the Year
- Home Party Company of the Year
- Distributor of the Year - Pleasure Products
- Progressive Distributor of the Year
- International Retailer of the Year
- International Distributor of the Year